# 2016 en combiné nordique
| Années du combiné nordique : 2013 - 2014 - 2015 - 2016 - 2017 - 2018 - 2019    |
| Décennies du combiné nordique : 1980 - 1990 - 2000 - 2010 - 2020 - 2030 - 2040 |

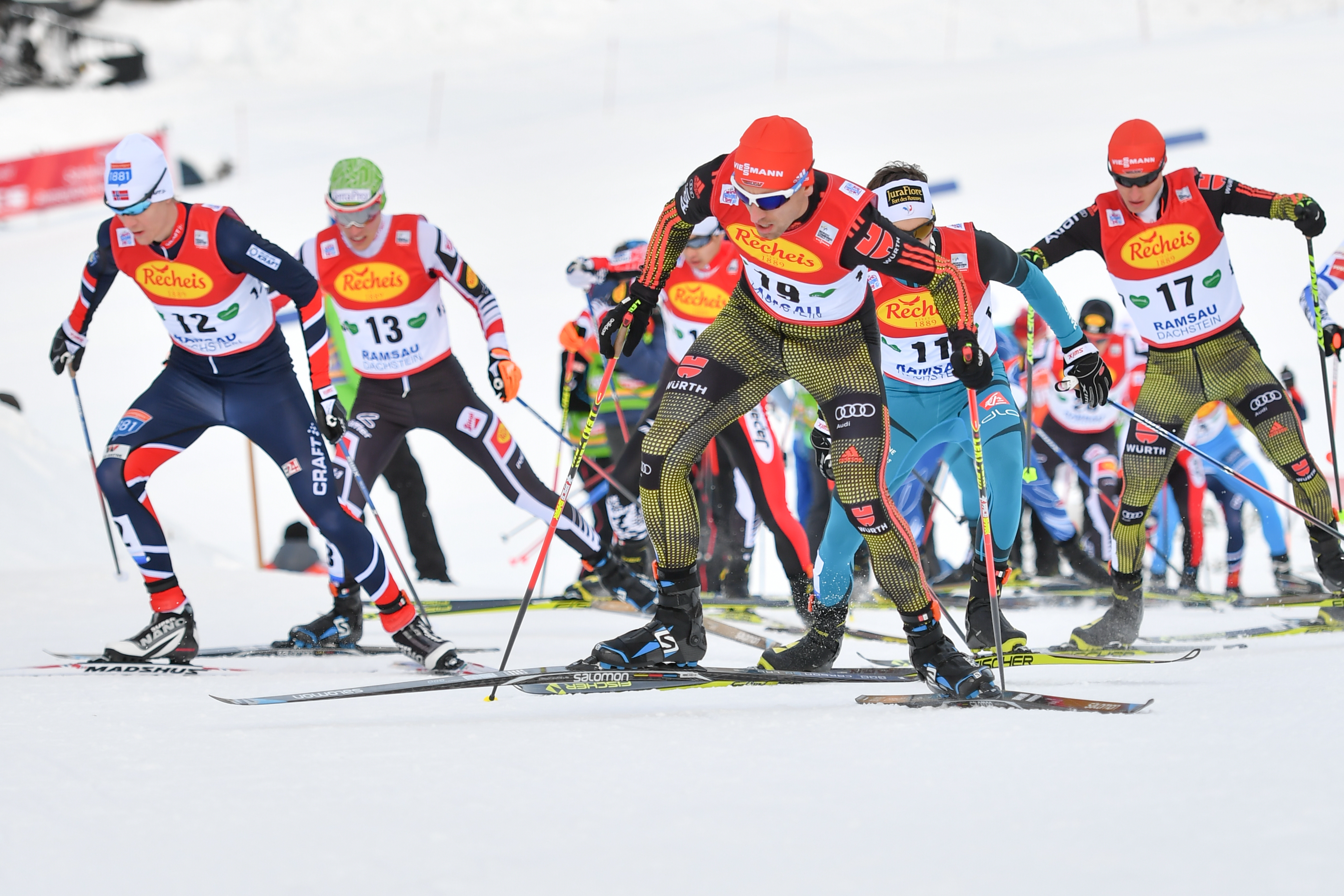
Magnus Krog, Franz-Josef Rehrl, Björn Kircheisen & Manuel Faißt à Ramsau, en décembre

Cette page reprend les résultats des différentes compétitions de combiné nordique de l'année 2016.

## Résultats

### Coupe du monde
La Coupe du monde 2016 a été remportée pour la quatrième fois consécutive par l'Allemand Eric Frenzel. Le Japonais Akito Watabe est deuxième et l'Allemand Fabian Rießle, troisième.

### Coupe continentale
La Coupe continentale 2016 a été remportée par l'Autrichien Martin Fritz devant ses compatriotes Harald Lemmerer et Lukas Greiderer.

### Coupe OPA
La Coupe OPA 2016 a été remportée par le Français Laurent Muhlethaler.

## Calendrier

### Janvier
- L'hiver se révélant très doux en Europe, les épreuves de Coupe du monde prévues à Klingenthal (Allemagne) les 2  et   3 janvier sont annulées en raison d'un manque de neige.
- Le 9 :
  - l'épreuve de Coupe du monde prévue à Schonach (Allemagne) est annulée, toujours en raison d'un manque de neige ;
  - à Høydalsmo (Norvège), l'épreuve de Coupe continentale est remportée[J 1] par le Norvégien Espen Andersen. Il s'impose[J 2] devant l'Autrichien Franz-Josef Rehrl[B 1]. Le Français Maxime Laheurte, qui court d'ordinaire en Coupe du monde, complète le podium.
- Le 10 :
  - la Coupe de la Forêt-noire, épreuve organisée à Schonach et comptant pour la Coupe du monde, est annulée, toujours en raison du même manque de neige que la veille ; elle sera par la suite reprogrammée[J 3] début mars pour conclure la Coupe du monde.
  - Une course amicale, départageant les équipes de Norvège, du Japon et de France, a lieu à Seefeld (Autriche). Douze coureurs y participent. Le concours de saut, qui se déroule sur tremplin normal, est remporté[J 4] par le Japonais Akito Watabe. La course voit la victoire[J 5],[J 6] du Norvégien Magnus Moan devant son compatriote Jan Schmid. Akito Watabe est troisième.
  - à Høydalsmo (Norvège), l'épreuve de Coupe continentale est remportée[J 7] par l'Autrichien Franz-Josef Rehrl[B 1], qui était arrivé deuxième de l'épreuve de la veille. Il s'impose[J 8] devant ses compatriotes Martin Fritz et Lukas Greiderer ; il ravit du même coup la tête du classement général de la compétition[J 9], occupée jusqu'alors par l'Autrichien David Pommer ; ce dernier n'a pas participé aux deux épreuves de Høydalsmo.
- Le 15 :
  - À Val di Fiemme, en Italie, le Japonais Akito Watabe remporte[J 10],[J 11] une course amicale italo-nipponne devant son compatriote Takehiro Watanabe, qui avait remporté le concours de saut. L'Italien Armin Bauer est troisième.
  - À Ruka (Finlande), en Coupe continentale, le Finlandais Ilkka Herola s'impose[J 12],[J 13] devant les Autrichiens Bernhard Flaschberger et Martin Fritz.
- Le 16 :
  - À Ruka, en Coupe continentale, le Finlandais Ilkka Herola s'impose[J 14],[J 15] devant les Autrichiens Harald Lemmerer et Lukas Greiderer.
  - À Oberwiesenthal (Allemagne) se déroule[J 16] une épreuve de la Coupe OPA. Elle est remportée[J 17] par l'Allemand Anton Schlütter[B 2]. Il s'impose devant son compatriote Hans Neubert[B 3] tandis que le Français Laurent Muhlethaler, leader du classement général, termine troisième. Le meilleur sauteur de l'épreuve fut l'Allemand Simon Hüttel[B 4] ; l'Autrichien Mika Vermeulen[B 5] fut le fondeur le plus rapide.
  - À Harrachov (République tchèque) a lieu[J 18] la première journée de la Coupe de la jeunesse, qui comprend des épreuves féminines et masculines.
    - Pour les filles nées depuis 2001, l'épreuve se déroule sur tremplin K 70 puis sur une course de 4 km. Elle est remportée[J 19] par l'Autrichienne Lisa Eder[G 1] devant l'Allemande Jenny Nowak[G 2] et l'Estonienne Annemarii Bendi.
    - Pour les filles nées avant 2001, l'épreuve se déroule sur le même tremplin K 70 mais sur une course de 5 km. Elle est remportée[J 19] par l'Autrichienne Timna Moser devant l'Allemande Alexandra Seifert[G 3] et la Norvégienne Mari Leinan Lund[G 4].
    - Pour les garçons nés depuis 2001, l'épreuve se déroule sur tremplin K 70 puis sur une course de 5 km. Elle est remportée[J 19] par le Tchèque Petr Šablatura[B 6] devant l'Autrichien Manuel Einkemmer[B 7] et le Finlandais Otto Niittykoski[B 8].
    - Pour les garçons nés avant 2001, l'épreuve se déroule sur le même tremplin K 70 mais sur une course de 7,5 km. Elle est remportée[J 19] par le Tchèque Jan Vytrval[B 9] devant son compatriote David Zemek[B 10]. Le Polonais Pawel Twardosz[B 11] est troisième.
- Le 17 :
  - À Oberwiesenthal (Allemagne) se déroule[J 16], comme la veille, une épreuve de la Coupe OPA. Elle est remportée[J 20] par l'Autrichien Stefan Hauser[B 12]. Il s'impose devant le vainqueur de la veille, l'Allemand Anton Schlütter[B 2] tandis que le Français Laurent Muhlethaler termine à nouveau troisième et conforte du même coup sa position de leader du classement général de la compétition. Le meilleur sauteur de l'épreuve fut l'Autrichien Christian Deuschl[B 13], qui rata le podium d'un cheveu ; l'Allemand Justin Moczarski[B 14] fut le fondeur le plus rapide.
  - À Harrachov se déroule[J 21] la seconde journée de la Coupe de la jeunesse.
    - Pour les filles nées depuis 2001, l'épreuve se déroule sur tremplin K 70 puis sur une course de 2,5 km. Le podium est le même que la veille : l'épreuve est remportée[J 22] par l'Autrichienne Lisa Eder[G 1] devant l'Allemande Jenny Nowak[G 2] et l'Estonienne Annemarii Bendi.
    - Pour les filles nées avant 2001, l'épreuve est identique : elle se déroule sur le même tremplin K 70 et sur une même distance de 2,5 km. Elle est remportée[J 23] par l'Autrichienne Timna Moser devant la Norvégienne Karoline Bjerke Skatvedt[G 5] et la Norvégienne Mari Leinan Lund[G 4].
    - Pour les garçons nés depuis 2001, l'épreuve se déroule sur tremplin K 70 puis sur une course de 2,5 km. Elle est remportée[J 24] par l'Autrichien Manuel Einkemmer[B 7] devant le Finlandais Otto Niittykoski[B 8] et le Tchèque Petr Šablatura[B 6] : le podium comporte donc les mêmes coureurs que la veille, dans un ordre toutefois différent.
    - Pour les garçons nés avant 2001, l'épreuve se déroule sur le même tremplin K 70 mais sur une course de 5 km. Comme la veille, elle est remportée[J 25] par le Tchèque Jan Vytrval[B 9] devant son compatriote David Zemek[B 10]. Le Finlandais Mikko Hulkko[B 15] est troisième.
- Le 23 :
  - à Chaux-Neuve (France), la Coupe du monde reprend après un mois d'interruption. L'épreuve du jour est remportée[J 26],[J 27] par l'Allemand Eric Frenzel devant l'Autrichien Bernhard Gruber. Le Japonais Akito Watabe, premier du concours de saut, termine troisième. L'Allemand Fabian Rießle prend la tête du classement général de la compétition.
  - à Pyeongchang (Corée du Sud) se déroule, sur le site des futurs Jeux olympiques, une épreuve de la Coupe continentale. Elle est remportée[J 28] par l'Autrichien Harald Lemmerer devant ses compatriotes Franz-Josef Rehrl[B 1] et Marco Pichlmayer.
- Le 24 :
  - à Chaux-Neuve, l'épreuve de Coupe du monde est remportée[J 29],[J 30] par l'Allemand Fabian Rießle, leader du classement général de la compétition depuis la veille. Il s'impose devant son compatriote Eric Frenzel. Le Japonais Akito Watabe termine troisième.
  - à Pyeongchang, l'épreuve de Coupe continentale est remportée[J 31],[J 32] par l'Allemand Tobias Simon[B 16] devant l'Autrichien Marco Pichlmayer, troisième de l'épreuve de la veille, et l'Allemand Terence Weber, départagés par la photo finish.
- le 29, à Seefeld (Autriche), a lieu la première épreuve des Trois Jours du combiné nordique, qui comptent pour la Coupe du monde. Elle est remportée[J 33],[J 34] par l'Allemand Eric Frenzel devant le Japonais Akito Watabe et l'Allemand Fabian Rießle, qui au terme de cette épreuve ne reste leader du classement général de la Coupe du monde que pour trois points seulement.
- le 30 :
  - toujours à Seefeld se déroule la deuxième épreuve des Trois Jours du combiné nordique. Le podium est en tous points identique à celui de la veille : l'épreuve est remportée[J 35],[J 36] par l'Allemand Eric Frenzel devant le Japonais Akito Watabe et l'Allemand Fabian Rießle. Frenzel devient du même coup leader du classement général de la Coupe du monde.
  - à Tarvisio (Italie) & Villach (Autriche) se déroulent les premières épreuves des Jeux nordiques de l'OPA :
    - Pour les filles nées depuis 2001, l'épreuve se déroule sur un tremplin HS 65 et sur une distance de 4 km. Elle est remportée[J 37] par l'Allemande Jenny Nowak[G 2] devant la Slovène Jerneja Brecl[G 6] et l'Autrichienne Lisa Eder[G 1].
    - Pour les filles nées avant 2001, l'épreuve se déroule également sur un tremplin HS 65 et sur une distance de 4 km. Elle est remportée[J 38] par l'Autrichienne Timna Moser devant l'Allemande Alexandra Seifert[G 3] et la Russe Sofia Kuznetcova[G 7].
    - Pour les garçons nés depuis 2001, l'épreuve se déroule aussi sur un tremplin HS 65 et sur une distance de 4 km. Elle est remportée[J 39] par l'Autrichien Manuel Einkemmer[B 7] devant l'Italien Domenico Mariotti[B 17] et l'Allemand Christian Frank[B 18].
    - Pour les garçons nés avant 2001, l'épreuve se déroule aussi sur un tremplin HS 65 et sur une distance de 4 km. Elle est remportée[J 40] par l'Allemand Tim Kopp[B 19] devant l'Italien Aaron Kostner[B 20] et l'Allemand Simon Hüttel[B 4].
- le 31 :
  - à Seefeld encore se déroule la troisième et dernière épreuve des Trois Jours du combiné nordique. Le podium est en tous points identique à celui des deux jours précédents : l'épreuve est remportée[J 41],[J 42] par l'Allemand Eric Frenzel devant le Japonais Akito Watabe et l'Allemand Fabian Rießle. Frenzel remporte donc le titre des Trois Jours du combiné nordique.
  - à Tarvisio (Italie) & Villach (Autriche) se déroulent les dernières épreuves des Jeux nordiques de l'OPA :
    - l'épreuve féminine par équipes, à laquelle ne participaient que cinq nations (Allemagne, Autriche, Italie, Slovénie & Russie), chacune représentée par une seule équipe, se déroulait sur tremplin HS 65 et sur trois fois 3,3 kilomètres. Elle est remportée[J 43] par l'équipe d'Autriche, composée de Lisa Eder[G 1], Sandra Zopf[G 8] et Timna Moser. L'équipe d'Allemagne (Jenny Nowak[G 2], Sophia Maurus[G 9] et Alexandra Seifert[G 3]) est deuxième devant l'équipe de Russie (Anastasia Goncharova[G 10], Olga Aristova[G 11] et Sofia Kuznetcova[G 7]).
    - l'épreuve masculine par équipes a vu la participation de cinq pays (Allemagne, Autriche, France, Italie & Slovénie) dont chacun sauf la France (deux équipes seulement) présentait trois équipes au départ. Elle se déroulait sur tremplin HS 65 et sur quatre fois 3,3 kilomètres. L'épreuve a été remportée[J 44] par la première équipe d'Autriche, composée de Alexander Schuster[B 21], Marc Luis Rainer[B 22], Johannes Gschier[B 23] et Mika Vermeulen[B 5]. Elle devance la première équipe allemande (Simon Hüttel[B 4], Niclas Heumann[B 24], Julian Schmid[B 25] et Tim Kopp[B 19]) tandis que la première équipe de France se classe troisième (Edgar Vallet[B 26], Titouan Suisse[B 27], Maël Tyrode[B 28] et Théo Rochat[B 29]).

### Février
- le 6 :
  - à Oslo (Norvège) a lieu une épreuve de la Coupe du monde. Elle est remportée[F 1],[F 2] par le jeune Norvégien Jarl Magnus Riiber devant le Japonais Akito Watabe. L'Allemand Eric Frenzel, troisième de l'épreuve, conserve la tête du classement général de la compétition.
  - à Planica (Slovénie) se déroule une course comptant pour la Coupe continentale. Elle est remportée[F 3],[F 4] par l'Autrichien Lukas Greiderer devant les Allemands Vinzenz Geiger et Tobias Haug.
- le 7, toujours à Planica, se déroule une course comptant pour la Coupe continentale. Elle est remportée[F 5],[F 6] par l'Autrichien Bernhard Flaschberger devant l'Allemand Tobias Haug, qui la veille était arrivé troisième, et l'Autrichien Lukas Greiderer, vainqueur la veille.
- le 9, à Trondheim (Norvège) :
  - une épreuve de la Coupe du monde voit la victoire[F 7],[F 8] du Norvégien Jørgen Graabak. Il s'impose devant le leader du classement général de la compétition, l'Allemand Eric Frenzel. Le Norvégien Jarl Magnus Riiber est troisième.
  - des épreuves de la Coupe de la jeunesse, féminines comme masculines, sont organisées. La cérémonie de remise des prix ayant lieu immédiatement après celle de la Coupe du monde, lesdits prix en sont remis par Jørgen Graabak, Eric Frenzel et Jarl Magnus Riiber[F 9] :
    - chez les filles nées avant 2001, c'est la Norvégienne Hanna Midtsundstad[G 12] qui remporte[F 10] l'épreuve. Elle s'impose devant l'Américaine Gabriella Armstrong[G 13] et la Russe Sofia Kuznetcova[G 7].
    - chez les filles nées en 2001 et après, la Norvégienne Gyda Hansen Westvold[G 14] s'impose[F 10] devant ses compatriotes Thea Minyan Bjørseth[G 15] & Thea Øihaugen[G 16].
    - chez les garçons nés avant 2001, c'est le Norvégien Ludvik Braathen[B 30] qui s'impose[F 11]. L'Estonien Andreas Ilves[B 31] est deuxième et le Norvégien Jens Oftebro Lurås[B 32] complète le podium.
    - parmi les garçons les plus jeunes, nés en 2001 et après, c'est le Finlandais Otto Niittykoski[B 8] qui remporte[F 11] l'épreuve. Le Norvégien Benjamin Østvold[B 33] est deuxième et le Finlandais Waltteri Karhumaa[B 34] troisième.
- le 10, toujours à Trondheim :
  - une nouvelle épreuve de la Coupe du monde est organisée. Elle est remportée[F 12],[F 13] par l'Allemand Eric Frenzel, qui remporte là sa vingt-neuvième victoire en Coupe du monde. Il s'impose devant le Japonais Akito Watabe tandis que le vainqueur de la veille, le Norvégien Jørgen Graabak, termine troisième.
  - de nouvelles épreuves de la Coupe de la jeunesse ont lieu[F 14] :
    - chez les filles nées avant 2001, c'est l'Autrichienne Timna Moser qui remporte[F 15] l'épreuve, prenant ainsi sa revanche sur la veille, où elle avait été empêchée de concourir en raison d'un équipement non conforme. Elle s'impose devant l'Américaine Gabriella Armstrong[G 13], qui la veille occupait déjà la même marche du podium, et la Norvégienne Hanna Midtsundstad[G 12].
    - chez les filles nées en 2001 et après, l'Autrichienne Lisa Eder[G 1] s'impose[F 15]. À l'instar de sa compatriote Timna Moser, elle n'avait pu concourir la veille. Elle remporte la victoire devant l'Allemande Jenny Nowak[G 2], qu'elle avait déjà devancée à Harrachov lors de la précédente Coupe de la jeunesse. La Norvégienne Thea Minyan Bjørseth[G 15], qui la veille était arrivée deuxième, occupe la troisième marche du podium.
    - chez les garçons nés avant 2001, l'Américain Ben Loomis[B 35] s'impose[F 16] devant le vainqueur de la veille, le Norvégien Ludvik Braathen[B 30]. L'Estonien Andreas Ilves[B 31] est troisième.
    - parmi les garçons les plus jeunes, nés en 2001 et après, c'est le Finlandais Otto Niittykoski[B 8] qui s'impose[F 16], comme la veille. L'Autrichien Manuel Einkemmer[B 7] est deuxième et le Finlandais Waltteri Karhumaa[B 34] troisième, comme la veille.
- le 13 :
  - à Ramsau am Dachstein (Autriche) a lieu une épreuve de la Coupe continentale. Elle est remportée[F 17],[F 18] par l'Allemand Vinzenz Geiger devant son compatriote Terence Weber. L'Autrichien Lukas Greiderer est troisième.
  - à Planica (Slovénie) se déroule[F 19] une épreuve de la Coupe OPA de combiné nordique. Elle est remportée[F 20] par l'Autrichien Mika Vermeulen[B 5] devant son compatriote David Aigner[B 36]. Le Français Laurent Muhlethaler, leader du classement général de la compétition, est troisième.
- le 14 :
  - toujours à Ramsau est organisée, comme la veille, une épreuve de la Coupe continentale. Et tout comme la veille, elle est remportée[F 21],[F 22] par l'Allemand Vinzenz Geiger. Il s'impose devant ses deux compatriotes Tobias Simon et Tobias Haug. L'Autrichien Lukas Greiderer, vainqueur sortant, prend la tête du classement général de la compétition[F 23].
  - encore à Planica est organisée[F 19] une épreuve de la Coupe OPA de combiné nordique. Elle est remportée[F 24] par leader du classement général, le Français Laurent Muhlethaler ; à la faveur de ce résultat, il augmente son total de points de telle sorte qu'il ne peut être rattrapé lors des deux épreuves restantes : il remporte donc le classement général de cette compétition. L'Allemand Simon Hüttel[B 4] est deuxième tandis que le vainqueur de la veille, l'Autrichien Mika Vermeulen[B 5], complète le podium.
- le 16, à Lillehammer (Norvège), l'épreuve des Jeux olympiques d'hiver de la jeunesse est remportée[F 25],[F 26] par l'Allemand Tim Kopp[B 19] devant l'Américain Ben Loomis[B 35]. Le Tchèque Ondrej Pazout[B 37] est troisième.
- le 18, à Lillehammer, lors des Jeux olympiques d'hiver de la jeunesse, une épreuve mixte de saut à ski associe, par équipes de trois, un sauteur de chaque sexe et un combiné masculin. L'équipe de Slovénie remporte[F 27],[F 28] l'épreuve ; elle est composée de Ema Klinec, Vid Vrhovnik et de Bor Pavlovčič, le récent médaillé d'or sur tremplin normal lors de ces mêmes Jeux. Ces trois Slovènes se sont imposés devant l'équipe d'Allemagne (Agnes Reisch[G 17], Tim Kopp[B 19] & Jonathan Siegel[B 38]) tandis que l'équipe d'Autriche (Julia Huber[G 18], Florian Dagn[B 39] & Clemens Leitner[B 40]) complète le podium.
- le 19 :
  - à Lahti (Finlande) commencent les Jeux du ski éponymes. Une épreuve de la Coupe du monde de combiné s'y déroule. Elle est remportée[F 29],[F 30] par l'Allemand Eric Frenzel, en tête du classement général de la compétition, devant le Japonais Akito Watabe. Le Norvégien Jan Schmid est troisième de l'épreuve. Le premier à passer la ligne fut le vainqueur du concours de saut, le jeune Norvégien Jarl Magnus Riiber ; il avait malheureusement raté l'embranchement menant à la ligne d'arrivée et fut disqualifié pour être sorti de la piste en revenant vers celle-ci.
  - à Lillehammer, lors des Jeux olympiques d'hiver de la jeunesse, une épreuve mixte associe saut à ski et ski de fond ; des sauteurs et des fondeurs de chaque sexe et un combiné masculin y participent. L'équipe de Russie remporte[F 31],[F 32] l'épreuve ; elle est composée de la sauteuse Sofia Tikhonova, du combiné Vitali Ivanov[B 41], du sauteur Maksim Sergeev[B 42], de la fondeuse Maya Yakunina[G 19] et du fondeur Igor Fedotov[B 43]. Ces cinq Russes se sont imposés devant l'équipe de Norvège (Anna Odine Strøm, Marius Lindvik[B 44], Einar Oftebro Lurås[B 45], Martine Engebretsen[G 20] & Verbjörn Hegdal[B 46]) tandis que celle d'Allemagne (Agnes Reisch[G 17], Tim Kopp[B 19], Jonathan Siegel[B 38], Anna-Maria Dietze[G 21] & Philipp Unger[B 47]) complétait le podium.
- le 20 :
  - les Jeux du ski de Lahti battent leur plein. En combiné se déroule un sprint par équipes comptant pour la Coupe du monde. Il est remporté[F 33],[F 34] par la première équipe d'Allemagne, composée de Johannes Rydzek et Fabian Rießle. Ils sont suivis par les deux équipes d'Autriche, la première composée du champion du monde Bernhard Gruber associé à Lukas Klapfer, la seconde composée de Franz-Josef Rehrl, qui en début de saison courait en Coupe continentale, et de Philipp Orter.
  - la Fédération internationale de ski annonce par un courriel aux fédérations nationales qu'elle avance de deux jours la première épreuve de combiné des Championnats du monde junior de ski nordique, qui se tiennent à Râșnov, en Roumanie : la course qui devait se tenir le 24 aura lieu le 22 février, soit deux jours après l'envoi dudit courriel ! Cette annonce tardive empêche certaines nations, dont la France[F 35], d'aligner leurs coureurs au départ.
- le 21, la dernière épreuve de combiné des Jeux du ski de Lahti, comptant pour la Coupe du monde, voit la victoire[F 36],[F 37] de l'Allemand Fabian Rießle devant son compatriote Eric Frenzel. Le Japonais Akito Watabe termine troisième.
- le 22, à Râșnov, en Roumanie, se déroule, en l'absence involontaire de certains coureurs[F 35], le concours de saut de la première épreuve de combiné des Championnats du monde junior de ski nordique. Il est remporté[F 38] par l'Estonien Kristjan Ilves.
- le 23 :
  - à Kuopio (Finlande), se déroule une épreuve de la Coupe du monde. Elle est remportée par l'Allemand Johannes Rydzek devant le Japonais Akito Watabe. L'Autrichien Wilhelm Denifl est troisième.
  - à Râșnov se déroule, en l'absence involontaire de certains coureurs[F 35], la course de fond de la première épreuve de combiné des Championnats du monde junior de ski nordique. Elle est remportée par l'Autrichien Bernhard Flaschberger devant les Allemands Vinzenz Geiger et Terence Weber.
- le 24, à Râșnov, la compétition de saut de la course par équipes organisée lors des Championnats du monde junior de ski nordique a été remportée par l'équipe du Japon. L'équipe tchèque est deuxième devant l'équipe autrichienne. Le course de fond aura lieu le 26.
- le 25, à Râșnov, se déroule la deuxième épreuve de combiné des Championnats du monde junior de ski nordique. Il s'agit d'un sprint. Il est remporté par le Tchèque Tomáš Portyk devant l'Allemand Terence Weber. L'Estonien Kristjan Ilves est troisième.
- le 26 :
  - à Val di Fiemme se déroule un sprint par équipes comptant pour la Coupe du monde. Il est remporté par la première équipe de Norvège, composée de Magnus Krog et Jørgen Graabak. Elle s'impose devant l'équipe d'Allemagne (Tobias Haug & Tino Edelmann) tandis que l'équipe de France (François Braud et Maxime Laheurte) est troisième.
  - toujours à Râșnov, les épreuves de combiné des Championnats du monde junior de ski nordique se terminent par la course par équipes. Elle est remportée par l'équipe d'Autriche, composée de Florian Dagn[B 39], Noa[B 48] et Samuel Mraz (de)[B 49] et de Bernhard Flaschberger, qui s'impose devant l'équipe d'Allemagne (Martin Hahn[B 50], Tim Kopp[B 19], Terence Weber & Vinzenz Geiger). L'équipe de Finlande (Wille Karhumaa[B 51], Atte Korhonen[B 52], Mikko Hulkko[B 15] & Eero Hirvonen[B 53]) est troisième.
- le 27, une épreuve individuelle de la Coupe du monde se déroule à Val di Fiemme. Elle est remportée par le champion du monde Bernhard Gruber. Il s'impose largement, devant le leader de la Coupe du monde, l'Allemand Eric Frenzel. Le Norvégien Jørgen Graabak est troisième.
- le 28, toujours à Val di Fiemme se déroule une épreuve de la Coupe du monde. Elle est remportée par le Norvégien Magnus Krog devant son compatriote Jørgen Graabak. L'Allemand Fabian Rießle est troisième.

### Mars
- le 3, à Schonach, dans la Forêt-noire, le Japonais Akito Watabe, qui relève d'une maladie l'ayant empêché de participer aux épreuves de Val di Fiemme, remporte le saut de réserve et de qualification des épreuves de Coupe du monde qui s'y déroulent à compter du lendemain.
- le 4, toujours à Schonach (Allemagne), l'équipe de Norvège, composée de Magnus Moan, Jan Schmid, Magnus Krog et Jørgen Graabak, remporte la seule épreuve par équipes[1] de la Coupe du monde. Elle s'impose devant l'équipe d'Allemagne (Manuel Faißt, Eric Frenzel, Johannes Rydzek & Fabian Rießle). L'équipe d'Autriche (Bernhard Gruber, Bernhard Flaschberger, Lukas Klapfer & Philipp Orter) est troisième.
- le 5 :
  - à Schonach, la Coupe de la Forêt-noire, épreuve comptant pour la Coupe du monde, est remportée au sprint par le vainqueur de la Coupe, l'Allemand Eric Frenzel. Le Norvégien Jan Schmid est deuxième devant le Japonais Akito Watabe, troisième. Le Norvégien Magnus Krog, premier à passer la ligne, a été déclassé en raison de son obstruction dans le dernier virage de la course.
  - à Chaux-Neuve (France), le Slovène Marjan Jelenko remporte l'épreuve de Coupe continentale, une compétition dont il remporta le classement général en 2012. Il s'impose devant les Autrichiens Thomas Jöbstl[B 54] et Martin Fritz ; ce dernier prend la tête du classement général de la compétition, jusque-là occupé par son compatriote Lukas Greiderer, le vainqueur sortant qui n'a pas participé à la course, lui préférant celle de Coupe du monde organisée le même jour à Schonach.
  - à Sapporo (Japon), une course FIS, organisée annuellement en cette période de l'année, est remportée par le Japonais Yūsuke Minato devant ses compatriotes Yohei Takao[B 55] et Go Sonehara[B 56].
- le 6 :
  - à Schonach a lieu la dernière épreuve de la Coupe du monde, qui se dispute en deux sauts puis sur 15 km. Elle est remportée par le Norvégien Jørgen Graabak. Il s'impose devant l'Allemand Fabian Rießle. L'Autrichien Lukas Klapfer, qui avait gagné à Schonach l'année précédente, est troisième.
  - à Chaux-Neuve, l'Autrichien Martin Fritz, en tête du classement général de la Coupe continentale depuis la veille, confirme sa bonne forme du moment en remportant l'épreuve du jour. Il s'impose devant le Norvégien Truls Sønstehagen Johansen tandis que l'Allemand Tobias Simon complète le podium.
- le 8, à Tolga (Norvège), s'est tenu le premier Championnat féminin de combiné nordique de Norvège. Ce Championnat est le premier à être organisé officiellement. Hanna Midtsundstad[G 12] a remporté[M 1] le titre devant Anna Odine Strøm et Gyda Westvold Hansen.
- le 12 :
  - à Klingenthal (Allemagne), le Norvégien Espen Andersen s'impose dans l'avant-dernière épreuve de la Coupe continentale devant son compatriote Thomas Kjelbotn. L'Autrichien Martin Fritz, en tête du classement général de la compétition, complète le podium.
  - à Baiersbronn (Allemagne), l'Autrichien Mika Vermeulen[B 5] s'impose en Coupe OPA devant le régional de l'épate, l'Allemand Constantin Schnurr[B 57], qui est licencié au club local. L'Italien Aaron Kostner[B 20] est troisième de l'épreuve.
- le 13 :
  - toujours à Klingenthal, le Norvégien Espen Andersen récidive : il remporte comme la veille l'épreuve de la Coupe continentale, qui est la dernière de la compétition. Thomas Kjelbotn, son compatriote, est deuxième. Le Français Laurent Muhlethaler, récent vainqueur de la Coupe OPA, complète le podium. L'Autrichien Martin Fritz remporte le classement général de la compétition.
  - et toujours à Baiersbronn, l'Allemand Constantin Schnurr[B 57] prend sa revanche en remportant la dernière étape de la Coupe OPA. Il s'impose devant ses compatriotes Maximilian Pfordte[B 58] et Simon Hüttel[B 4]. Le Français Laurent Muhlethaler, occupé le même jour par la dernière épreuve de la Coupe continentale, remporte in absentia le classement général de la compétition, onze ans après Maxime Laheurte, le dernier Français à l'avoir remportée.
- le 15, l'Autrichien Alexander Brandner[B 59] annonce[2] mettre un terme à sa carrière.
- le 22 :
  - le coureur français Geoffrey Lafarge annonce mettre un terme à sa carrière[3].
  - le coureur norvégien Ole Martin Storlien fait de même[3].

### Août
- le 8, à Klingenthal (Allemagne), une épreuve comptant pour la Coupe OPA est remportée[A 1] par l'Autrichienne Lisa Eder[G 1] devant l'Italienne Annika Sieff[G 22]. L'Autrichienne Sara Kramer[G 23] est troisième.
- le 12, à Bischofsgrün (Allemagne), une épreuve comptant pour la Coupe OPA est remportée[A 2] par l'Autrichienne Lisa Eder[G 1] devant sa compatriote Timna Moser. L'Allemande Alexandra Seifert[G 3] est troisième.
- le 27, à Oberwiesenthal (Allemagne), la première épreuve du Grand Prix d'été, un sprint par équipes, a vu la victoire[A 3],[A 4] de la première équipe d'Allemagne, composée de Björn Kircheisen & de Eric Frenzel. Elle s'impose devant la première équipe de Norvège (Magnus Moan & Jan Schmid), qui avait pris le départ en cinquième position avec un handicap de trente secondes. La première équipe d'Autriche (Bernhard Gruber et Philipp Orter) termine troisième.
- le 28, toujours à Oberwiesenthal, la deuxième épreuve du Grand Prix d'été, et première épreuve individuelle, a vu la victoire[A 5] du jeune Norvégien Jarl Magnus Riiber, qui a largement dominé l'épreuve de saut. Il s'impose devant l'Autrichien Mario Seidl. L'Allemand Björn Kircheisen, vainqueur du sprint par équipes de la veille, termine troisième.
- le 31, à Villach (Autriche), la troisième épreuve du Grand Prix d'été, un gundersen individuel, a vu la victoire[A 6] de l'Autrichien Mario Seidl ; deuxième de l'épreuve précédente, celui-ci prend du même coup la tête du classement général de la compétition. L'Allemand Fabian Rießle est deuxième, devant le Norvégien Håvard Klemetsen.

### Septembre
- le 2, à Oberstdorf (Allemagne), la quatrième épreuve du Grand Prix d'été est remportée[S 1] par le Norvégien Jarl Magnus Riiber, déjà vainqueur de la première épreuve individuelle de la compétition. Le quadruple vainqueur du classement général et tenant du titre, l'Allemand Johannes Rydzek, est deuxième devant son compatriote Björn Kircheisen.
- le 3, toujours à Oberstdorf, la cinquième et dernière épreuve du Grand Prix d'été est remportée[S 2] par le vainqueur de la veille, le Norvégien Jarl Magnus Riiber, qui remporte du même coup le classement général du Grand Prix[S 3]. L'Allemand Johannes Rydzek, deuxième la veille, retrouve cette place sur le podium. L'Autrichien Mario Seidl, qui était en tête du classement général avant l'épreuve, termine troisième ; il échoue donc à remporter le Grand Prix. Grâce à ses performances régulières, le Français François Braud se hisse à la troisième place du classement général.
- le 17, à Winterberg (Allemagne), une épreuve comptant pour la Coupe OPA est remportée[S 4] par l'Allemand Martin Hahn[B 50] devant ses compatriotes Justin Moczarski[B 14] et Max Holland[B 60].
- le 18, toujours à Winterberg, une épreuve comptant pour la Coupe OPA voit la victoire[S 5] de l'Allemand Justin Moczarski[B 14], deuxième de l'épreuve de la veille, devant son compatriote Maximilian Pfordte[B 58]. L'Autrichien Christian Deuschl[B 13] est troisième.

### Octobre
- le 1er, à Hinterzarten (Allemagne), l'Allemand Simon Hüttel[B 4] s'impose[O 1] dans une épreuve de la Coupe OPA. L'Autrichien Christian Deuschl[B 13] est deuxième, devant son compatriote Manuel Einkemmer[B 7], troisième.
- le 2, toujours à Hinterzarten et toujours en Coupe OPA, c'est Christian Deuschl[B 13], deuxième la veille, qui remporte[O 2] l'épreuve du jour. Il s'impose devant l'Allemand Justin Moczarski[B 14] tandis que le Français Lilian Vaxelaire[B 61] est troisième.
- le 22, à l'occasion des Championnats d'Allemagne où des coureurs français ont été invités, Maxime Laheurte remporte le concours de saut et se classe troisième de l'épreuve[O 3], seize secondes derrière le vainqueur Johannes Rydzek et six derrière son dauphin Eric Frenzel.

### Novembre
- le 26, à Ruka (Finlande), la première épreuve de la Coupe du monde 2017 voit la victoire de l'Allemand Johannes Rydzek, loin devant son compatriote Eric Frenzel, pourtant auteur d'une belle remontée. Le Norvégien Jørgen Graabak termine troisième. Le jeune Finlandais Eero Hirvonen échoue au pied du podium mais obtient là le meilleur résultat de sa carrière.
- le 27, toujours à Ruka, la deuxième épreuve de la Coupe du monde 2017 voit la victoire de l'Allemand Johannes Rydzek, déjà vainqueur la veille. Il s'impose devant l'Autrichien Wilhelm Denifl tandis que le Japonais Akito Watabe termine troisième de l'épreuve.

### Décembre
- le 2, à Lillehammer (Norvège), la troisième épreuve de la Coupe du monde 2017 est aussi la première épreuve par équipes de la saison. Elle est menée de bout en bout par l'équipe d'Allemagne, composée de Björn Kircheisen, Eric Frenzel, Fabian Rießle et Johannes Rydzek. L'équipe de Norvège (Mikko Kokslien, Espen Andersen, Håvard Klemetsen & Jørgen Graabak), qui prit le départ de l'épreuve de fond en cinquième position, se classe deuxième, devant l'équipe d'Autriche (David Pommer, Mario Seidl, Wilhelm Denifl et Philipp Orter).
- le 3, à Lillehammer, l'Allemand Eric Frenzel remporte la quatrième épreuve de la Coupe du monde 2017 devant le leader actuel de ladite Coupe, son compatriote Johannes Rydzek. C'est un triplé allemand, puisque Fabian Rießle complète le podium.
- le 4, la troisième et dernière épreuve de Lillehammer, comptant pour la Coupe du monde 2017, est remportée par le vainqueur de la veille, l'Allemand Eric Frenzel. Son compatriote Björn Kircheisen est deuxième, devant le Norvégien Jørgen Graabak.
- le 16, à Klingenthal (Allemagne), se déroule la toute première épreuve de la Coupe continentale 2017. Elle est remportée par l'Allemand Maximilian Pfordte[B 58] devant le Japonais Go Yamamoto et l'Autrichien Florian Dagn[B 39].
- le 17 :
  - à Ramsau am Dachstein (Autriche), l'épreuve de Coupe du monde donne lieu à un quadruplé allemand : le leader de la Coupe, Johannes Rydzek, remporte la victoire devant ses compatriotes Fabian Rießle, Eric Frenzel et Vinzenz Geiger.
  - toujours à Klingenthal, la deuxième épreuve de la Coupe continentale est remportée par l'Allemand Tobias Simon[B 16]. Le Japonais Go Yamamoto est deuxième, comme la veille. L'Autrichien Thomas Jöbstl[B 54] termine troisième.
  - à Rastbüchl (Allemagne), l'Italienne Lisa Moreschini[G 24] remporte une épreuve une épreuve de la Coupe OPA. Elle s'impose devant l'Autrichienne Lisa Eder[G 1] ; l'Allemande Emilia Görlich[G 25] est troisième.
  - à Seefeld (Autriche), le jeune Autrichien Mika Vermeulen[B 5] remporte une épreuve de Coupe OPA. Il s'impose devant son compatriote Marc Luis Rainer[B 22] tandis que l'Italien Aaron Kostner[B 20] termine troisième.
- le 18 :
  - toujours à Ramsau, les coureurs allemands occupent de nouveau le podium de l'épreuve de Coupe du monde : celle-ci est remportée par Eric Frenzel devant Fabian Rießle tandis que Vinzenz Geiger, resté la veille au pied du podium, termine troisième, ce qui constitue le premier podium de sa carrière. Parti 16e, l'Allemand Johannes Rydzek termine sixième de l'épreuve et conserve ainsi son maillot jaune de leader de la compétition.
  - toujours à Klingenthal, la troisième épreuve de la Coupe continentale est remportée par le Japonais Go Yamamoto. L'Autrichien Florian Dagn[B 39] est deuxième, devant le Norvégien Sindre Ure Soetvik[B 62].
  - toujours à Seefeld, l'épreuve de Coupe OPA voit la victoire du Norvégien Vid Vrhovnik devant l'Autrichien Philip Beikircher[G 26] et l'Allemand Tim Kopp[B 19].